# Enemics públics
Enemics públics (títol en versió original Public Enemies) és una pel·lícula estatunidenca estrenada el juliol del 2009, dirigida per Michael Mann, basada en el llibre Public Enemies: America's Greatest Crime Wave and the Birth of the FBI, 1933-34 (Enemics públics: la gran onada criminal a Amèrica i el naixement de l'FBI, 1933-34) de Bryan Burrough.
La història es desenvolupa durant l'època de la Gran depressió, i se centra en la figura de l'agent de l'FBI Melvin Purvis i els seus intents d'arrestar els delinqüents John Dillinger, Baby Face Nelson i Pretty Boy Floyd. El paper de l'agent Melvin Purvis és interpretat per l'actor Christian Bale, Johnny Depp serà John Dillinger i Marion Cotillard la xicota d'en Dillinger.

## Repartiment
Banda de Dillinger
- Johnny Depp com John Dillinger
- Jason Clarke com Red Hamilton
- Stephen Dorff com Homer Van Meter
- David Wenham com Harry 'Pete' Pierpont
- Spencer Garrett com Tommy Carroll
- Stephen Graham com Baby Face Nelson
- Michael Vieau com Ed Shouse
- Christian Stolte com Charles Makley
- James Russo com Walter Dietrich

Altres personatges

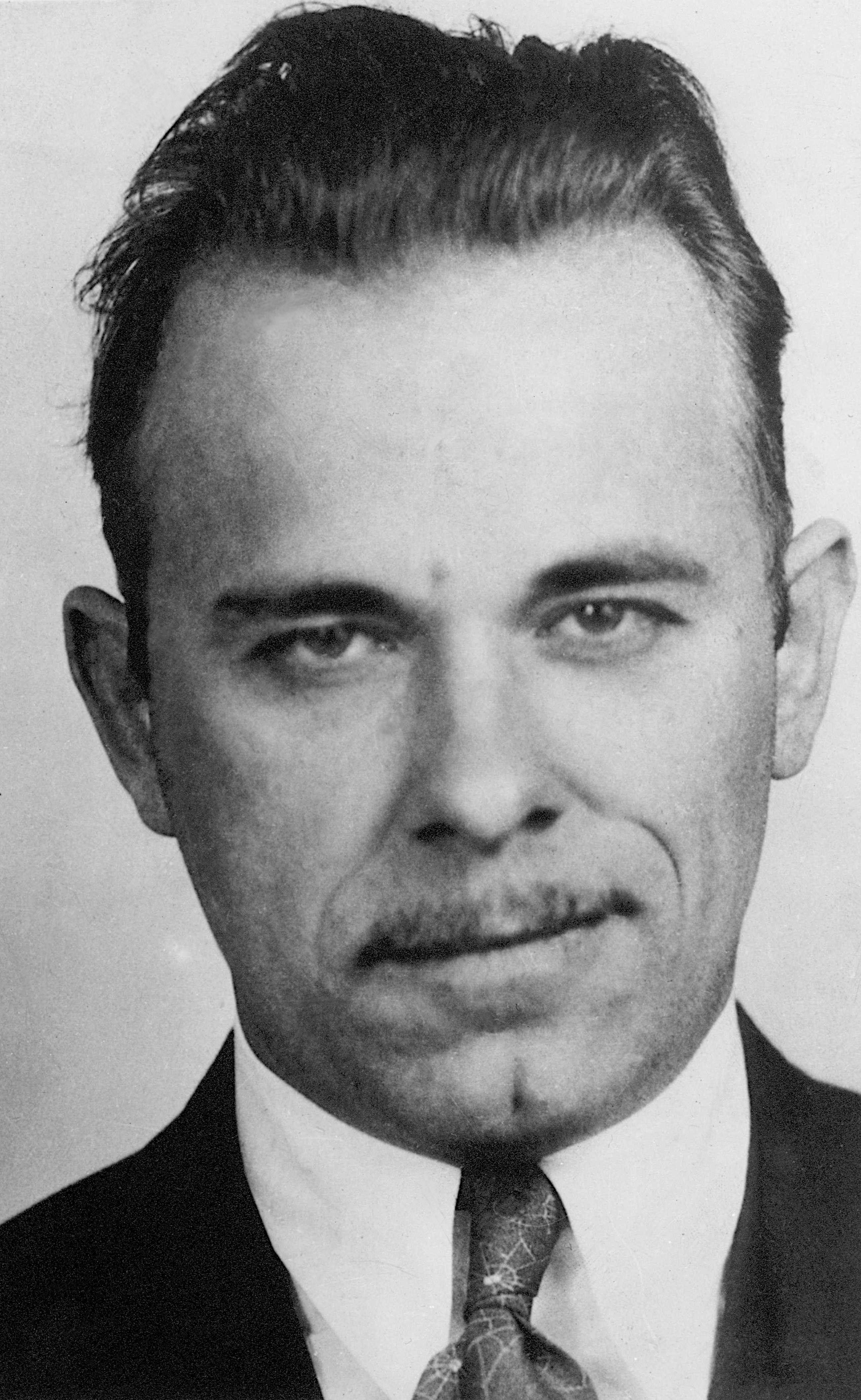
John Dillinger.

- Marion Cotillard com Billie Frechette
- Rory Cochrane com Carter Brown
- Billy Crudup com John Edgar Hoover
- Stephen Lang com Charles Winstead
- John Ortiz com Phil D'Andrea
- Giovanni Ribisi com Alvin Karpis
- John Michael Bolger com Martin Zarkovich
- Bill Camp com Frank Nitti
- Matt Craven com Jerry Campbell
- Don Frye com Clarence Hurt
- Peter Gerety com Louis Piquett
- Shawn Hatosy com John Madala
- John Hoogenakker com Hugh Clegg
- Branka Katic com Ana Cumpănaş
- Domenick Lombardozzi com Gilbert Catena
- Emilie de Ravin com Barbara Patzke
- Leelee Sobieski com Polly Hamilton
- David Warshofsky com Warden Baker
- Channing Tatum com Pretty Boy Floyd
- Adam Mucci com Harold Reinecke
- Lili Taylor com Xèrif Lilian Holley
- Michael Bentt com Herbert Youngbloods

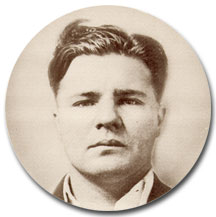
Pretty Boy Floyd.

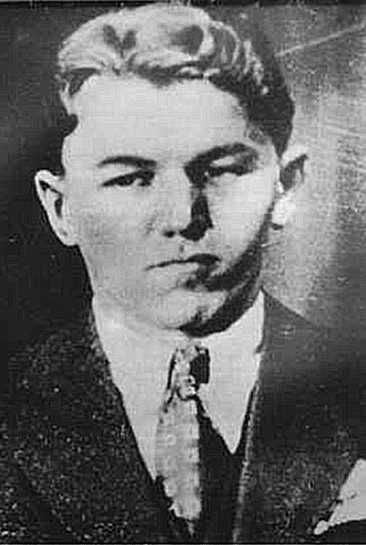
Baby Face Nelson.

## Localitzacions[1]
El rodatge s'inicià a Columbus (Wisconsin), el 17 de març del 2008, on va tenir lloc la major part de la producció, tot i que es rodaren escenes en altres ubicacions, com a Chicago (Illinois), Milwaukee, Madison i altres llocs de Wisconsin, fins a finalitzar el juny del 2008, incloent l'edifici Little Bohemia Lodge a Manitowish Waters (Wisconsin), lloc de l'èpica batalla campal entre en Dillinger i el FBI el 1934.
També es rodaren escenes a Crown Point (Indiana), en la presó de la qual Dillinger fou reclòs per a posteriorment escapar-ne.